# Гайто Газданов
Гайто́ (Гео́ргій) Іва́нович Газда́нов (ос. Гæздæнты Иваны фырт Гайто) (23 листопада (6 грудня) 1903, Санкт-Петербург — 5 грудня 1971, Мюнхен) — російський письменник-емігрант, прозаїк, літературний критик, високоповажний майстер масонської ложі (Масонська ложа Північна зірка («Північна зірка»).

## Біографія

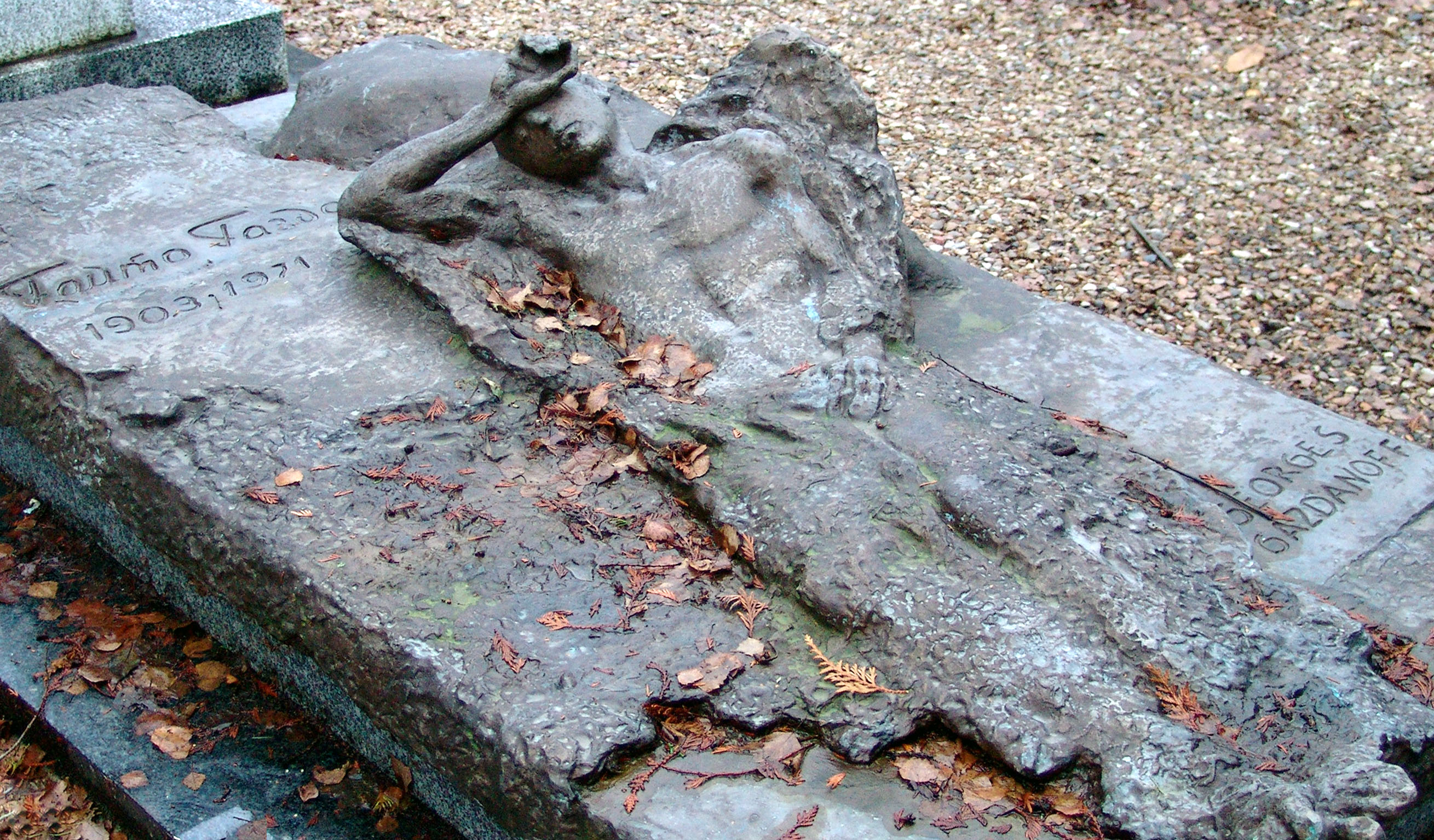
Могила Гайто Газданова на цвинтарі Сент-Женев'єв де Буа

Народився 6 грудня 1903 року в Санкт-Петербурзі в родині лісничого, осетина за національністю. До чотирьох років жив в Санкт-Петербурзі, в будинку на Кабинетскій вулиці (нині — вулиця Правди). Пізніше батько зі службового обов'язку, а з ним і сім'я, жили в Сибіру, в Тверській губернії, в Полтаві, у Харкові. У Полтаві Газданов навчався в кадетському корпусі, після (з 1912 року і до початку Громадянської війни) — у Харківській гімназії.
У 1919 році, в неповні 16 років, Газданов приєднався до добровольчого руху П. М. Врангеля, як говорив пізніше, щоб «дізнатися, що таке війна». Прослужив рік у званні рядового солдата на бронепоїзді. Разом із Білою армією, що відступала, він опинився в Криму. Пароплавом поплив до Туреччини. У Константинополі написав своє перше оповідання («Готель майбутнього», 1922). У болгарському місті Шумені закінчив російську гімназію (в Харкові Газданов довчився до 7-го класу).
У 1923 році переїхав до Парижа, де прожив більшу частину свого життя. Був портовим вантажником, мийником паровозів, слюсарем на автозаводі Citroën, викладав французьку та російську мови. Часом, коли він не міг знайти роботи, змушений був жити, як клошар, ночуючи на вулиці. Чотири роки навчався на історико-філологічному факультеті Сорбонни, вивчав історію літератури, соціологію, економіку. Довгі роки (1928—1952), вже будучи відомим письменником, був змушений працювати нічним таксистом. У романі «Нічні дороги» (1941) знайшло відображення знайомство Газданова з паризьким дном. Лише після війни книга «Повернення Будди», що мала великий успіх, принесла йому фінансову незалежність.
Його перший роман «Вечір у Клер» вийшов в 1929 році і був високо оцінений Іваном Буніним і Максимом Горьким, а також критиками російського зарубіжжя.
У 1932 році через письменника і критика Михайла Осоргіна Газданов вступає до масонської ложі «Північна зірка». У ній Газданов обіймав низку посад, а в 1961 році став її високошанованим майстром.
Віхи в масонську шляху Газданова:
- Посвячений за рекомендацією М. Осоргіна і М. Тер-Погосяна 2 червня 1932 року у високоповажній ложі «Північна зірка» під егідою Великого сходу Франції[ru].
- Зведений до 2-го ступеня 13 липня 1933 року.
- Значився у «відпустці» в 1939 році.
- Оратор з 18 жовтня 1946-го, з 12 листопада 1959 року і в 1966 році.
- Суддя ложі з 9 жовтня 1947 по 1948 рік.
- Заворітник з 9 жовтня 1952 року.
- Делегат ложі з 12 листопада 1959 року.
- Високошанований майстер у 1961—1962 роках.
- Перший страж з 27 листопада 1962 по 1964 роки.
- Член ложі до смерті[8].

Критика визнала його і Володимира Набокова найталановитішими письменниками молодого покоління. У Парижі він став членом Спілки молодих письменників і поетів, перейменованої в Об'єднання письменників і поетів у 1931 році. Уже в 1934 році увійшов до кола керівників Видавничої колегії. Здобувши високу літературну репутацію, Г. Газданов регулярно друкувався в «Сучасних записках», які вважалися найавторитетнішим періодичним виданням еміграції, брав участь в літературному об'єднанні «Кочовище». У «Кочовищі» він читав свою прозу, а також виступав з доповідями про В. Розанова, О. Ремізова, І. Буніна, В. Маяковського.
Газданов хотів повернутися на батьківщину, для чого в 1935 році звернувся з проханням про допомогу до М. Горького, але той не встиг виконати цієї обіцянки, померши в 1936 році. Того ж року Газданов одружився з Фаїною Дмитрівною Ламзакі, яка народилася в родині одеських греків.
У 1937 році І. А. Бунін в інтерв'ю белградській газеті особливо відзначив в російській емігрантській літературі «молодших письменників», з прозаїків назвавши Сіріина, Газданова, Берберову (в такому порядку).
У роки війни Газданов залишався в окупованому Парижі. У своїй квартирі за допомогою дружини переховував євреїв, допомагав їм. Так, він допоміг М. Слоніму перебратися до неокупованої частини Франції. З 1942 року брав участь у русі Опору, вступив до партизанської бригади, створеної радянськими полоненими. Працював у підпільному журналі: видавав інформаційні бюлетені. Його дружина працювала зв'язковою між паризькою групою «Русскій патріот» і втікачами-радянськими військовополоненими. У 1947 році Газданов із дружиною отримують французьке громадянство. З 1953 року і до кінця життя Газданов працював журналістом і редактором на радіо «Свобода», де, під псевдонімом Георгій Черкасов, вів передачі, присвячені російській літературі.
Незважаючи на популярність і загальне визнання, роботу таксиста Газданов зміг залишити лише після того, як вийшов друком його роман «Привид Олександра Вольфа». Роман відразу після виходу був переведений на основні європейські мови.
У 1970 році письменнику поставили страшний діагноз — рак легенів. Газданов стійко переносив хворобу, навіть близькі люди не знали, як важко йому було. Сторонні ж і зовсім не підозрювали, що він смертельно хворий. Гайто Газданов помер напередодні 68-річчя 5 грудня 1971 року в Мюнхені, похований на цвинтарі Сент-Женев'єв де Буа під Парижем.

## Пам'ять
Газданов — письменник-емігрант, довгий час не був відомий у себе на батьківщині. Для російського читача газдановська спадщина була відкрита наприкінці 1990-х років. У Москві в 1998 році було створено «Товариство друзів Гайто Газданова», до завдань якого входить вивчення творчості письменника і популяризація його творів у Росії і за кордоном. Голова Товариства — Юрій Нечипоренко.
У 2001 році за сприяння знаменитого диригента Валерія Гергієва на кладовищі Сент-Женев'єв-де-Буа був відкритий пам'ятник на могилі Гайто Газданова.

## Стиль
У його творах поєднується часом жорстоке, часом ліричний зображення життя і романтико-утопічне начало. У ранній творчості помітний рух від зображення всього сущого (екзистенційного буття людини) до належного, до утопії, ідеалу. Проза Газданова рефлексивна. Оповідання в найбільш характерних, «газданівських» творах ведеться від першої особи, а все що описується: люди, місця, події — подається через призму сприйняття оповідача, свідомість якого стає віссю, що з'єднує різноманітні, іноді, здавалося б, ніяк не пов'язані ланки оповідання. У центрі уваги опиняються не події самі по собі, а народжений ними відгук — риса, що поєднує Газданова з Марселем Прустом, з яким, до речі, його часто порівнювали. Ця особливість газданівських текстів часто викликала подив сучасної автору емігрантської критики, яка, відзначаючи незвичайне відчуття слова і ритму, визнаючи магію оповідача, проте нарікала на те, що твори ці, по суті, «ні про що» (Г. Адамович, Н. Оцуп). Причиною такого амбівалентного ставлення з боку критики була відмова Газданова від традиційного побудови фабули. Твори його часто будуються на наскрізний темі: подорож, з метою пошуку коханої, а через неї і самого себе — у «Вечорі у Клер», доля і смерть — у «Привиді Олександра Вольфа» тощо. Тут немає фабульної стрункості, але тобто, за висловом М. Слоніма, «єдність налаштованості». Центральна тема об'єднує, утримує в своєму полі зовні не пов'язані елементи сюжету, перехід між якими часто здійснюється за принципом асоціації. Так, в оповіданні «Залізний лорд» величезна кількість троянд на Паризькому ринку і їх запах дають поштовх пам'яті оповідача — він бачив таку ж кількість троянд один раз, у «великому місті південної Росії», і цей спогад воскрешає давно минулі події, що становлять основу розповіді. Критики, наприклад Л. Діенеш, бачили в Газданові письменника-екзистенціаліста, близького за духом до А. Камю.

## Особливості прози
Відмінною рисою письменника є його тяжіння до екзистенціалізму, особливо це спостерігається в пізніх творах Газданова. Персонажів цих романів та оповідань можна охарактеризувати як мандрівників, які роблять реальні і метафоричні подорожі до смерті, подорожі, які загрожують духовними переворотами. Душа людини, як правило, недоступна оточуючим і йому самому не завжди ясна. Потрібна певна ситуація, можливо навіть небезпечна, щоб приховане стало явним. Персонажі опиняються в екстремальних ситуаціях, скоюють злочини, бо не відають поняття «гріх». Однак при цьому християнські ідеали їм близькі і зрозумілі: любов до ближнього, співчуття, неприйняття бездуховності. В якійсь мірі можна стверджувати, що герої живуть в спотворено-релігійному просторі, що, можливо, стало наслідком захопленості письменника масонством. Прозі Газданова властива чуттєва виразність, відчуття дихання життя, цінності кожної миті.

## Твори
Газданов — автор дев'яти романів, 37 оповідань, книги нарисів «На французькій землі», а також десятків літературно-критичних есеїв та рецензій. Архів Газданова, що зберігається в Хотонской бібліотеці Гарвардського університету, становить близько 200 одиниць зберігання, велика частина — варіанти рукописів, які були опубліковані.

### Романи
Як динамічна, що постійно розвивається, система романи Газданова поділяються на дві групи, що відповідають двом періодам творчості письменника: «російські» романи і «французькі». Різниця в їх побудові дає підставу для висновку про двоетапність формування авторського творчого «завдання». У більшій частині «російських» романів як направляюча зовнішнього сюжету виступає авантюрна стратегія, яка відображає ранній період життєвого досвіду героя — «мандрівника», що характеризується накопиченням різноманітних подій і вражень. Лабіринтовий, з петлянням рух їх сюжету обумовлює відповідний тип нарації, що виражений у «відкритості», імпровізації. Відмінні риси романів Газданова від багатьох інших романів його молодих або зрілих сучасників полягають у надзвичайному лаконізмі, відході від традиційної романної форми (коли є зав'язка, кульмінація, розв'язка, чітко позначений сюжет), максимальній наближеності до життя, охопленні величезного числа проблем соціальної, духовного життя, глибокий психологізм, генетичний зв'язок з філософськими, релігійними, етичними пошуками попередніх поколінь. Письменника цікавить не стільки подія, скільки специфіка її переломлення у свідомості різних персонажів і можливість множинного тлумачення одних і тих же життєвих явищ.
- 1929 — Вечір у Клер[ru]
- 1934 — Історія однієї подорожі
- 1939 — Політ
- 1941 — Нічні дороги
- 1947 — Привид Олександра Вольфа
- 1949 — Повернення Будди
- 1953 — Пілігрими
- 1965 — Пробудження
- 1968 — Евеліна і її друзі
- 1971 — Переворот (неоконч.)

### Оповідання
- 1926 — Готель прийдешнього
- 1927 — Повість про трьох невдачах
- 1927 — Товариство вісімки пік
- 1928 — Товариш Шлюб
- 1930 — Чорні лебеді
- 1931 — Ліхтарі, Великий музикант
- 1932 — Щастя, Третя життя
- 1938 — Помилка
- 1939 — Вечірній супутник
- 1942 — Розповідь про Ольгу
- 1962 — Жебрак
- 1963 — Листи Іванова
- Бомбей
- Хана
- Панахида
- Княжна Мері
- Залізний лорд
- Доля Соломеї

### Есеї та доповіді
- 1929 — Нотатки про Едгара По, Гоголя і Мопассаном
- 1936 — Про молодий емігрантській літературі
- 1946 — Письменник і колектив
- 1951 — Література соціального заходу
- 1959 — Про Гоголя
- 1961 — Про постановку російських п'єс у французьких театрах;
- 1961 — Про Чехова
- 1963 — Про літературну творчість М. А. Алданова
- 1965 — Роль письменника в сучасному світі.